# أنا وحبيبي (فلم)
أنا وحبيبي فيلم مصري من إنتاج عام 1953، بطولة شادية ومنير مراد، إخراج كامل التلمساني.

## قصة الفيلم
تدور أحداث الفيلم حول صديقين منير وزهران يعملان في مسرح شعبي ومعهم صديقهم الثالث الحصان جل جل، يحب منير المطربة المشهورة شادية من خلال صورها التي تعرض في المجلات، يأتي إلى المسرح مدير التياترو الذي تعمل فيه شادية ومعه خالتها وشادية ليختاروا مطرب جديد للفرقة، يلبخ منير مع مدير التياترو فيشتكيهم لصاحب المسرح فيطردهم جميعاً فيضطرون لرهن جل جل، يفترق الأصدقاء الثلاثة، فيصبح منير مطرب مشهور ويلم شمل الأصدقاء من جديد ويتزوج من شادية .

## بطولة
- شادية
- منير مراد
- زينات صدقي
- محمد التابعي
- عبد السلام النابلسي
- مي مدور
- عبد المنعم إسماعيل
- سناء جميل
- عبد الغني النجدي
- رياض القصبجي
- عبد العليم خطاب
- عبد الحميد زكي
- يعقوب طانيوس
- شفيق نور الدين
- عادل عباس (طفل)
- زينات علوي (راقصة)
- رجاء يوسف (راقصة)
- عواطف يوسف (راقصة)

## فريق العمل
- إخراج: كامل التلمساني
- قصة: منير مراد
- سيناريو: كامل التلمساني
- حوار: السيد بدير
- إنتاج: شركة أفلام الكواكب
- توزيع: شركة أفلام الكواكب
- مونتاج: سعيد الشيخ
- موسيقى تصويرية: منير مراد
- مدير التصوير: وحيد فريد
- أخذت المناظر في ستوديو الأهرام
- تم الطبع والتحميض في ستوديو الأهرام

## أغاني الفيلم
- كلمات: فتحي قورة
- دبلة الخطوبة، الاستعراض: جليل البنداري
- النشيد: كمال منصور

## وصلات خارجية
- أنا وحبيبي على موقع IMDb (الإنجليزية)
- أنا وحبيبي على موقع قاعدة بيانات الأفلام العربية
- أنا وحبيبي على موقع قاعدة بيانات الفيلم (الإنجليزية)
- أنا وحبيبي على موقع ليتربوكسد (الإنجليزية)
- صفحة الفيلم في قاعدة بيانات الأفلام العربية